# Tobias Brenner (Baumeister)

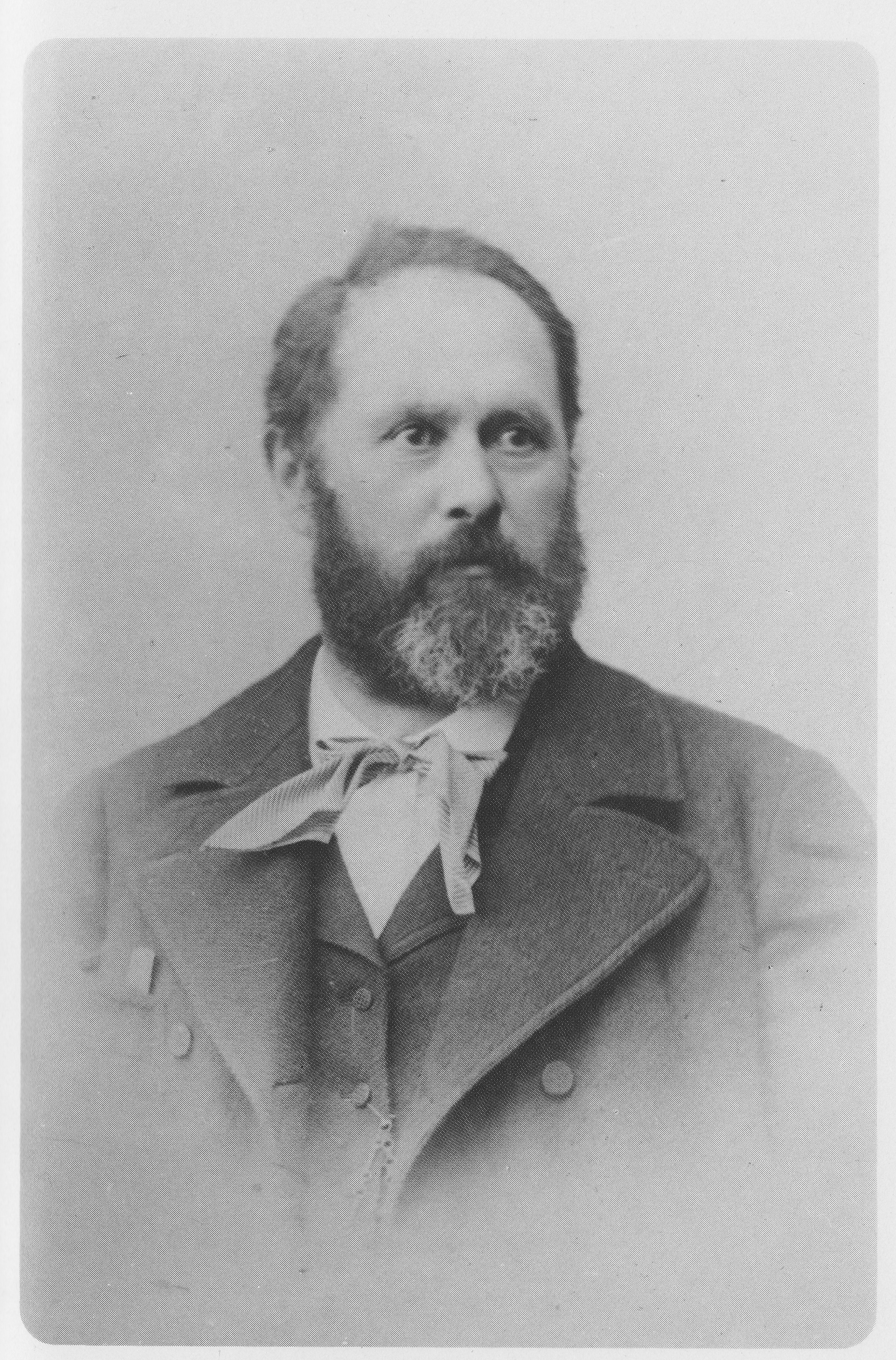
Tobias Brenner

Tobias Brenner (* 13. Dezember 1842 in Rietz; † 27. August 1912 in Untermais, Meran) war ein Baumeister in Meran.

## Leben
Brenner war zunächst Polier bei dem Architekten Karl Moeser. Ab 1870 begann seine selbständige Bautätigkeit in Meran. Ganze Straßenzüge wurden durch ihn geprägt. Von seinen 47 Bauten ist der Großteil heute noch erhalten, viele von ihnen stehen unter Denkmal- bzw. Ensembleschutz.
Brenner war Ehrenbürger von Untermais, das 1923 nach Meran eingemeindet wurde.
Eine Straße in Meran ist nach ihm benannt.

## Gebäude (Auswahl)
| Bild           | Name                            | Erbaut | Adresse                  | Sonstiges                                                                   |
| -------------- | ------------------------------- | ------ | ------------------------ | --------------------------------------------------------------------------- |
| weitere Bilder | Villa Moskau                    | 1895   | Schafferstraße 25        | Eintrag im Monumentbrowser auf der Website des Südtiroler Landesdenkmalamts |
| weitere Bilder | Villa Borodine mit St. Nikolaus | 1896   | Schafferstraße 21–23     | Eintrag im Monumentbrowser auf der Website des Südtiroler Landesdenkmalamts |
| weitere Bilder | Villa Ifinger                   | 1896   | Fluggistraße 14          | Eintrag im Monumentbrowser auf der Website des Südtiroler Landesdenkmalamts |
| weitere Bilder | Villa Sessler                   | 1897   | Schafferstraße 30        | Eintrag im Monumentbrowser auf der Website des Südtiroler Landesdenkmalamts |
|                | Villa Lohengrin                 | 1905   | Tobias-Brenner-Straße 28 | Eintrag im Monumentbrowser auf der Website des Südtiroler Landesdenkmalamts |
|                | Rathaus Untermais               | 1906   | Matteottistraße 38–44    | Eintrag im Monumentbrowser auf der Website des Südtiroler Landesdenkmalamts |